# Marthinus van Schalkwyk

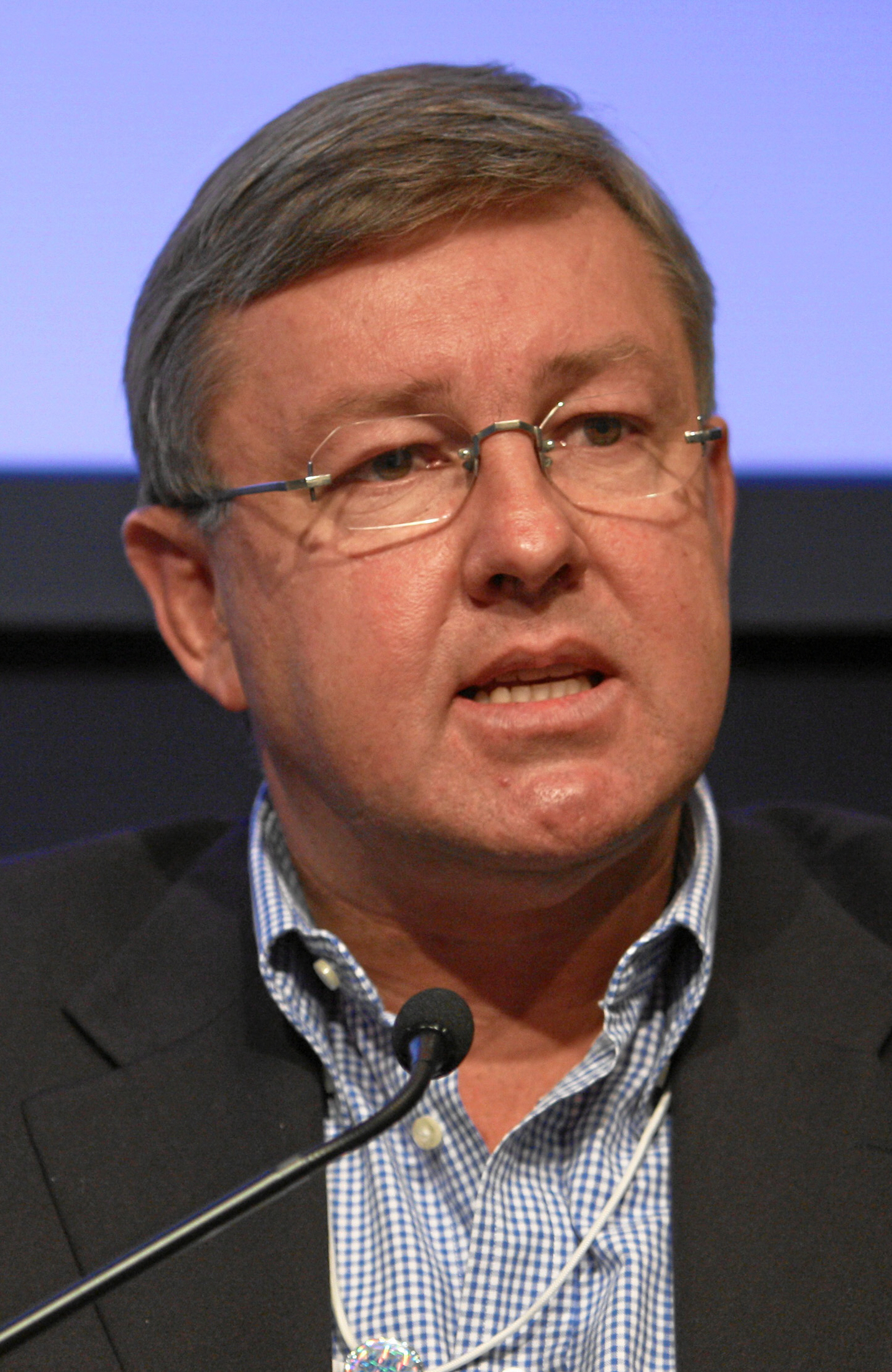
Marthinus van Schalkwyk (*1959) in 2009.

Marthinus Christoffel Johannes van Schalkwyk (* Polokwane (Pietersburg) 10 november 1959) is een Zuid-Afrikaans politicus (NP, NNP, ANC) en diplomaat. Hij was minister van Milieu en Toerisme onder president Thabo Mbeki (2004-2009) en minister van Toerisme onder president Jacob Zuma (2009-2014). Van 2015 tot 2019 was hij ambassadeur van Zuid-Afrika in Griekenland en sinds 2019 hoge commissaris van de Zuid-Afrikaanse republiek in Australië.

## Biografie
In 1977 voltooide Van Schalkwyk zijn middelbare school in zijn geboortestad Pietersburg (Polokwane). Hij vervulde van 1978 tot 1979 zijn militaire dienstplicht bij de Zuid-Afrikaanse Weermacht en studeerde vervolgens aan de Universiteit van Stellenbosch en de Randse Afrikaanse Universiteit te Johannesburg. Hij studeerde af met een graad in de rechten. Tijdens zijn studie sloot hij zich aan bij de jeugdbeweging van de Nasionale Party (NP) en de jeugdafdeling van de Broederbond - Ruiterwag. Hij was voorzitter van de studentenraad van de Randse Afrikaanse Universiteit. 
Van Schalkwyk was medeoprichter van Jeugdkrag, een Afrikaner jongerenbeweging die streefde naar modernisering van de samenleving en geleidelijke afschaffing van apartheid. Naast zijn rol van dissident binnen de Afrikaner nationalistische beweging met progressieve ideeën was hij echter ook als geheim agent gerekruteerd door de inlichtingendienst. Later werkte hij voor de militaire inlichtingendienst.

### Politieke loopbaan
Bij tussentijdse verkiezingen werd Van Schalkwyk, die hoegenaamd geen politieke ervaring had, als liberaal lid van de NP, voor het kiesdistrict Randburg, Johannesburg in de Volksraad gekozen. Hij versloeg vrij gemakkelijk zijn tegenstander, een kandidaat van de extreemrechtse Konserwatiewe Party.

### Leider van de NNP
Bij de parlementsverkiezingen van 1994, de eerste democratische verkiezingen, werd Van Schalkwyk herkozen. In 1996 volgde hij oud-staatspresident F.W. de Klerk op als voorzitter van de NP. Hij hervormde de Nasionale Party, die op 8 september 1997 herdoopt werd tot Nuwe Nasionale Party (NNP), tot een gematigde partij, die volgens Van Schalkwyk niet mocht worden gezien als een continuering van de NP. Van Schalkwyk's eerdere baan bij de militaire inlichtingendienst maakte hem echter niet onomstreden als nieuwe leider van NNP. Van Schalkwyk probeerde van de NNP een multiraciale, centrumrechtse partij te maken met een Christendemocratisch profiel. Er vond een belangrijke verschuiving plaats onder de kiezers: Was de oude Nasionale Party de partij van de Afrikaners, de Nuwe Nasionale Party kon daarentegen rekenen op de steun van de Kleurlingen, met name de Kaapse Kleurlingen. Bij de parlementsverkiezingen van 1999 bleek het kiezersaandeel van de NNP van 20% (1994) naar 6% te zijn gegaan. Als gevolg van de verkiezingsnederlaag had de NNP een bondgenoot nodig. Samenwerking met rechts sloot Van Schalkwyk uit en hij smeedde in 2000 met Tony Leon van de Demokratiese Party/ Democratic Party de Democratiese Alliansie/ Democratic Alliance (DA). De NNP bleef een autonoom onderdeel binnen de DA. Van Schalkwyk werd vicevoorzitter van de DA. De relatie tussen hem en Tony Leon verslechterde echter snel en reeds in 2001 trok de NNP zich uit de DA terug.

### Premier van West-Kaap
Van Schalkwyk vond een nieuwe politieke bondgenoot in het African National Congress (ANC). Met steun van die partij werd Van Schalkwyk op 21 juni 2002 premier van de West-Kaap. Zijn ambtstermijn als premier duurde tot 23 april 2004. Bij de parlementsverkiezingen van 2004 kreeg de NNP nog slechts 1,65% van de stemmen en hield van de 21 zetels die het in 1999 had gewonnen, nog maar 7 over. Van Schalkwyk gaf aan de NNP zichzelf zou opheffen in 2005 of 2006. Hijzelf gaf er de voorkeur aan om toe te treden tot het ANC. Zijn voorbeeld werd gevolgd door andere leden van de NNP - ondanks verzet van oud-president De Klerk.

### Minister en ambassadeur
Marthinus van Schalkwyk werd in 2004 door president Thabo Mbeki benoemd tot minister van Milieu en Toerisme, een post die hij tot 2009 bekleedde. Mbeki's opvolger, Jacob Zuma, maakte Van Schalkwyk minister van Toerisme (2009). In 2014 werd bekendgemaakt dat Van Schalkwyk met ingang van 2015 werd benoemd tot ambassadeur van Zuid-Afrika in Griekenland. In 2019 verruilde hij Athene voor Canberra, Australië.

## Familie
Marthinus van Schalkwyk is getrouwd met Suzette Minama Labuschagne en heeft een zoon, Christiaan en een dochter, Maryke.

## Trivia
- Hij kreeg als jonge politicus en leider van de NNP de bijnaam "kortbroek", vanwege zijn jeugdige voorkomen en zijn politieke onervarenheid.[11]